# معاملة المثليين في كيرلا
تعتبر حقوق المثليون والمثليات ومزدوجو التوجه الجنسي والمتحولون جنسياً (اختصاراً: مجتمع الميم) في الولاية الهندية كيرالا من أكثر الحقوق تقدمًا في الهند. أصبحت الولاية واحدة من الولايات الأولى في الهند التي تضع سياسة رعاية لمجتمع المتحولين جنسياً، وفي عام 2016، أدخلت جراحة إعادة تحديد الجنس المجانية من خلال المستشفيات الحكومية.
أصبح النشاط الجنسي المثلي قانونيًا منذ عام 2018، في أعقاب حكم المحكمة العليا في قضية قضية نافتاج سينغ جوهار ضد اتحاد الهند. وبالإضافة إلى ذلك، تم عقد العديد من الأحداث ذات الصلة بالمثليين في ولاية كيرالا، بما في ذلك في كوتشي وثيروفانانثابورام.

## قانونية النشاط الجنسي المثلي
تم اعتبار الاتصال الجنسي المثلي جريمة جنائية بموجب المادة 377 من قانون العقوبات الهندي في عام 1860. وقد جعل ذلك من ارتكاب أي إنسان طوعًا «جماعًا جسديًا ضد نظام الطبيعة». في عام 2009، حكمت محكمة دلهي العليا في قضية مؤسسة ناز ضد حكومة إقليم العاصمة الوطنية دلهي وجدت المادة 377 وغيرها من المحظورات القانونية ضد السلوك الجنسي الخاص، بين الكبار، بالتراضي، وغير التجارية في انتهاك مباشر للحقوق الأساسية المنصوص عليها في الدستور الهندي.
في 11 كانون الأول/ديسمبر 2013، ألغت المحكمة العليا أمر محكمة دلهي العليا لعام 2009 الذي يلغي تجريم النشاط المثلي بالتراضي ضمن اختصاصها. إلا أن القاضيين جي.اس. سينغفي واس.جاي. موكوبادهايا، أشاروا إلى أنه يتعين على البرلمان الهندي مناقشة الأمر واتخاذ قرار بشأنه.
تلا ذلك احتجاجات على حكم المحكمة العليا. في 28 كانون الثاني عام 2014، رفضت المحكمة العليا الهندية التماس إعادة النظر المقدمة من قبل الحكومة المركزية، ومؤسسة ناز وعدة أشخاص آخرين ضد ديسمبر حكمها 11 في القسم 377.
في 2 فبراير 2016، قررت المحكمة العليا مراجعة تجريم النشاط المثلي. في 6 سبتمبر 2018، أصدرت المحكمة العليا حكمها. وقضت المحكمة بالإجماع بأن المادة 377 غير دستورية لأنها تنتهك الحقوق الأساسية المتمثلة في الاستقلال والحميمية والهوية، وبالتالي قننت المثلية الجنسية في الهند، بما في ذلك ولاية كيرالا. ونقضت المحكمة صراحة حكمها لعام 2013.

## الاعتراف القانوني بالعلاقات المثلية
لا يتم الاعتراف أو عقد الاتحادات المدنية أو بزواج المثليين في الهند. ومع ذلك، ظهرت في الآونة الأخيرة حركات تدعو لمثل هذا الاعتراف في ولاية كيرالا، والهند بشكل عام.

## الحماية من التمييز
وتماشيا مع نافتيج سينغ جوهار ضد اتحاد الهند والهيئة الوطنية للخدمات القانونية ضد اتحاد الهند تحظر المادة 15 من دستور الهند التمييز على أساس التوجه الجنسي والهوية الجندرية. ومع ذلك، فإن هذه المادة تمتد فقط إلى التمييز من قبل الهيئات الحكومية. التمييز في الهيئات الخاصة غير محظور.

## حقوق المتحولين جنسيا
في عام 2014، قضت المحكمة الهندية العليا بالاعتراف ب«الجنس الثالث» في قضية هيئة الخدمات القانونية الوطنية ضد اتحاد الهند، مؤكدة على حرية مجتمع المتحولين جنسياً من التمييز والحق في المساواة. كانت ولاية كيرالا أول من اتبع هذا الحكم، حيث أدخلت سياسة المتحولين جنسيا الحكومية في عام 2015. تتناول السياسة الحق للأشخاص الذين ينتمون إلى مجتمعات المتحولين جنسيا في تحديد «الذكور»، «الإناث» أو "TG" (Third Gender الجنس الثالث). لديها أحكام لحماية المجتمع من خلال توفير المساواة في الوصول إلى الموارد الاجتماعية والاقتصادية، وحماية الحق في المساواة في المعاملة بموجب القانون، والحق في الحياة والحرية والعدالة، والحق في عدم التمييز على أساس الجنس.
كانت ولاية كيرالا في طليعة حقوق المتحولين جنسياً في الهند. في عام 2016، أدخلت حكومة الولاية جراحة إعادة تحديد الجنس مجانية في المستشفيات الحكومية. خصصت منطقة كانور في عام 2016 جزءًا من ميزانيتها لبرامج تدريب التوظيف والمهارات للأشخاص المتحولين جنسياً.
في فبراير 2016، افتتح الرئيس براناب مخرجي «حديقة الجندر» في كاليكوت كمؤسسة مكرسة للسياسات المتعلقة بالمساواة بين الجنسين وقضايا المثليين.
في عام 2016، تم افتتاح أول مدرسة للمتحولين جنسياً في مدينة كوتشي. أعدت المدرسة الطلاب لامتحانات المجلس القياسية 10 و 12 وقدمت التدريب على المهارات المهنية. استقبلت المدرسة 10 طلاب متحولين جنسياً تتراوح أعمارهم بين 25 و 50 عامًا. وصرحت الناشطة المتحولة جنسياً فيغايا ماليكا، التي كانت مديرة المدرسة، بأن «المدرسة تهدف إلى جعل المتحولين جنسياً مؤهلين لشغل وظائف لائقة والعيش حياة كريمة». وذكرت أيضًا، «لقد قبلنا ستة مرشحين حتى الآن، جميعهم من الذكور إلى الإناث، من بين 14 متقدمًا. ومن بين المقاعد العشرة، خصصنا مقعدًا واحدًا للمتحولين من الإناث إلى الذكور وواحدًا للمعاقين». وكان مدرسو المدرسة أيضا المتحولين جنسيا. سعت المدرسة إلى فتح المزيد من الفرص للمجتمع للحصول على وظيفة والتعليم. بعد ثلاثة أشهر من افتتاحه، توقف المركز عن العمل كمدرسة بدون طاقم أكاديمي أو طلاب أو اعتماد. تم تحويل المبنى إلى نزل للموظفين المتحولين جنسيا في مترو كوتشي والمؤسسات ذات الصلة.
في عام 2017، استأجرت العلامة التجارية الملابس الأحمر لوتس اثنين من المتحولين جنسيا كعارضات للباس الساري، مايا مينون وغوري سافيتري. اكتسب هذا الكثير من الاهتمام على وسائل الإعلام الاجتماعية. الخط جزء من مجموعة شارميلا ناير "Mazhavil" أو «قوس قزح»، التي تمثل ألوان قوس قزح المرتبطة بحقوق المثليين، وهي مخصصة للأشخاص المتحولين جنسياً.
في عام 2017، عقدت ورشة عمل في كاليكوت لمعالجة تنفيذ سياسة المتحولين جنسيا في الولاية داخل المؤسسات الاجتماعية. تم تنظيمه من قبل وزارة العدل الاجتماعية، وحضره حوالي 30 ممثلاً عن مجتمع المتحولين جنسياً. خلال ورشة العمل، ناقشوا مقترحات مثل الحصول على بطاقات هوية للأشخاص المتحولين جنسياً، ووضع خطة للمعاشات التقاعدية لأولئك الذين تزيد أعمارهم عن 60 عامًا، وتنفيذ برامج التدريب على تنمية المهارات، وتقديم المنح الدراسية والقروض التعليمية للطلاب المتحولين جنسياً، وتوفير القيادة الدروس من أجل الأشخاص المتحولين جنسيا لاستخدامهم كسائقين لأوبر.
افتتح مستشفى كلية الطب الحكومي في كوتايام عيادة تعمل حصريًا لصالح مجتمع المتحولين جنسياً في عام 2017. تضم العيادة لجنة من الأطباء المتخصصين في المنطقة. كانت هذه أول عيادة حكومية من نوعها، وتركز على خدمة مجتمع المتحولين جنسياً، فضلاً عن فتح أبوابها للمشتغلين في الجنس. تم طرح الاقتراح الخاص بالعيادة من قبل هيئة الخدمات القانونية المحلية بعد أن أعربت حملة عن مخاوف صحية لمجتمع المتحولين جنسياً.

## ظروف الحياة

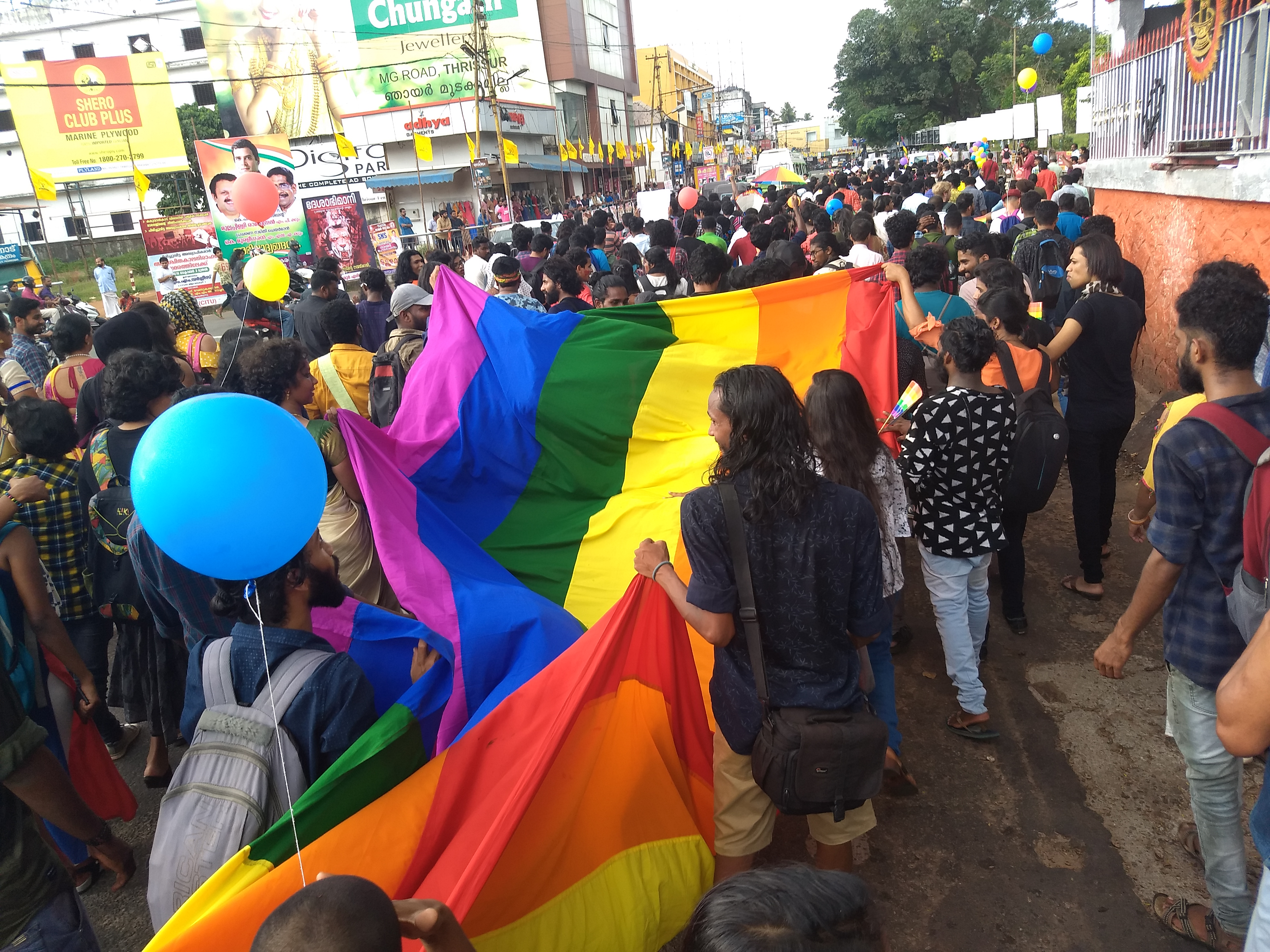
المشاركون في مسيرة فخر المثليين في مدينة تريشور في أكتوبر 2018

حتى وقت قريب جدًا، كان الأشخاص من المثليين «غير مرئيين» في مجتمع كيرالا. على الرغم من أن ولاية كيرالا هي أكثر الولاية الهندية معرفة القراءة والكتابة، إلا أن الجهل فيما يتعلق بالمثلية الجنسية كان مرتفعًا جدًا؛ مع وجود عدد قليل من المثليين يختارون الإفصاح عن توجههم الجنسي، خوفًا من أن يقوم أفراد الأسرة «بأخذهم إلى طبيب نفسي أو تقديم شكوى من الشرطة ضد الأصدقاء». يربط النشطاء المحليون هذه المواقف بأنها «نتيجة للإحساس الفيكتوري بالأخلاق الذي يعامل الجنس كذنب». انخفض هذا المناخ في السنوات الأخيرة.
كويرالا، هي واحدة من الجمعيات المدافعة عن حقوق المثليين في ولاية كيرالا، حيث تقوم بحملات لزيادة الوعي بالأفراد من مجتمع الميم والتوعية بشأن خدمات الرعاية الصحية والمناهج التعليمية وسياسات مكان العمل. كويرريثم، وهي منظمة للمثليين أخرى، تلعب أيضًا دورًا رئيسيًا في تنظيم مسيرات الفخر السنوية في ولاية كيرالا.

### مسيرات الفخر
تم عقد «فخر كوير كيرالا» سنويًا في مختلف مدن ولاية كيرالا، بدءًا من يوليو 2010 في مدينة تريشور. عُقدت النسخة الثامنة في كوتشي في أغسطس 2017. تم إطلاقها في أعقاب حكم محكمة دلهي العليا لعام 2009 الذي ألغى تجريم جميع أنواع الجنس بالتراضي بين البالغين. يركز الحدث على الدعوة فيما يتعلق بقضايا المثليين، وكذلك توعية الشرطة والإعلام لمنع العنف والتمييز ضد أفراد مجتمع الميم.